# Cratere Laelia
Laelia è un cratere sulla superficie di 4 Vesta.